# Сиворакшоподібні
Сиворакшоподібні, або ракшоподібні (Coraciiformes) — ряд птахів, що включає багато видів невеликих кольорових птахів.

## Таксономія
Ймовірно пов'язаний з рядом горобцеподібних.
У складі ряду сиворакшоподібних розрізняють такі 7 родин:
- Рибалочкові (Alcedinidae) — 22-24 види; є у фауні України (1 рід і 1 вид)

типовий рід — Alcedo
- Підкіпкові (Brachypteraciidae)
- Строкаторибалоччині (Cerylidae)
- Сиворакшеві (Coraciidae) — є у фауні України (1 рід і 1 вид)

типовий рід — Coracias
- Кіромбові (Leptosomidae)
- Бджолоїдкові (Meropidae) — є у фауні України (1 рід і 2 види)

типовий рід — Merops
- Момотові (Momotidae)
- Тодієві (Todidae)